# Three.js
Three.js — це бібліотека JavaScript з кросбраузерністю та інтерфейсом прикладного програмування (API), що використовується для створення та відображення анімованої 3D-комп'ютерної графіки у веббраузері. Three.js скрипти можуть використовуватися спільно з елементом HTML5 Canvas, SVG або WebGL. Вихідний код бібліотеки Three.js розміщений у сховищі на GitHub.

## Огляд
Three.js дозволяє створювати пришвидшену на GPU, 3D-анімацію, використовуючи мову JavaScript як частину вебсайту, не покладаючись на власні плагіни браузера. Це можливо завдяки появі WebGL.
Створення складних тривимірних комп'ютерних анімації може бути дещо простішим завдяки бібліотекам високого рівня, таких як Three.js або GLGE, SceneJS, PhiloGL, а також ряд інших. Адже ці бібліотеки відображаються в браузері без зусиль, необхідних для традиційного автономного додатку чи плагіна.

## Історія
Рікардо Кабелло — автор бібліотеки Three.js вперше презентував її у квітні 2010 року. Витоки бібліотеки можна простежити за його причетністю до демосцени на початку 2000-х. Спочатку, код був розроблений у ActionScript, а пізніше у 2009 році перенесений у JavaScript .Внески Cabello включають дизайн API, CanvasRenderer, SVGRenderer і відповідають за об'єднання зобов'язань різних учасників проекту.
Бранислав Улічний розпочав роботу з Three.js у 2010 році після опублікування кількох демонстрацій WebGL на своєму власному сайті. Він працював на тим, щоб можливості рендерінгу WebGL у Three.js перевищували можливості CanvasRenderer або SVGRenderer. Його основними внесками, як правило, вважаються шейдери та постобробки.
Незабаром після введення WebGL 1.0 на Firefox 4 у березні 2011 року Джошуа Коо приєднався до Бранислава Уличного і Рікардо Кабелло. Свою першу демо-версію Three.js для 3D-тексту він створив у вересні 2011 року. Його внески часто стосуються геометрії.
Існує всього понад 900 учасників.

## Особливості
Three.js включає такі функції:
- Рендерери: Canvas, SVG або WebGL
- Вміст: додавання і видалення об'єктів в режимі реального часу; туман
- Камери: перспективна або ортографічна
- Анімація: каркаси, пряма кінематика, інверсна кінематика, морфінг, ключові кадри
- Джерела світла: зовнішнє, спрямование, точкове; тіні: кинуті і отримані
- Шейдери: повний доступ до всіх OpenGL-шейдерів(GLSL)
- Об'єкти: мережі, частинки, спрайт, лінії, скелетна анімація і інше
- Геометрія: площина, куб, сфера, тор, 3D текст і інше;
- Data loaders: binary, image, JSON and scene
- Завантажники даних: двійковий, зображення, JSON і сцена
- Експорт та імпорт: утиліти, що створюють Three.js-сумісні JSON файли з форматів: Blender, openCTM[en], FBX[en], Autodesk 3ds MAX та Obj
- Підтримка: документація по API бібліотеки знаходиться в процесі постійного розширення і доповнення, є публічний форум і велике співтовариство
- Приклади: на офіційному сайті можна знайти більше 150 прикладів роботи зі шрифтами, моделями, текстурами, звуком і іншими елементами сцен.

Three.js працює у всіх браузерах, що підтримують WebGL 1.0.
Three.js надається під ліцензією MIT .

## Використання
Бібліотека Three.js — це єдиний файл JavaScript. Його можна підключити до вебсторінки в будь-якому місці. 
```
<
script
 
src
=
"js/three.min.js"
><
/script>

```

 У наступному прикладі створюється сцена, на неї додається камера і куб. Для сцени створюється визуалізатор <canvas> і вікно перегляду для нього додається в document.body. Після завантаження сцени, куб починає обертатися по осях X і Y.
```
<!DOCTYPE html>

<
html
>

	
<
head
>

		
<
meta
 
charset
=
"utf-8"
>

		
<
title
>
My first three.js app
</
title
>

		
<
style
>

			
body
 
{
 
margin
:
 
0
;
 
}

		
</
style
>

        
<
script
 
src
=
"https://cdn.jsdelivr.net/npm/three@0.124.0/build/three.js"
></
script
>

	
</
head
>

	
<
body
>

		
<
script
>

			
const
 
scene
 
=
 
new
 
THREE
.
Scene
();

			
const
 
camera
 
=
 
new
 
THREE
.
PerspectiveCamera
(
 
75
,
 
window
.
innerWidth
 
/
 
window
.
innerHeight
,
 
0.1
,
 
1000
 
);

			
const
 
renderer
 
=
 
new
 
THREE
.
WebGLRenderer
();

			
renderer
.
setSize
(
 
window
.
innerWidth
,
 
window
.
innerHeight
 
);

			
document
.
body
.
appendChild
(
 
renderer
.
domElement
 
);

			
const
 
geometry
 
=
 
new
 
THREE
.
BoxGeometry
();

			
const
 
material
 
=
 
new
 
THREE
.
MeshBasicMaterial
(
 
{
 
color
:
 
0x00ff00
 
}
 
);

			
const
 
cube
 
=
 
new
 
THREE
.
Mesh
(
 
geometry
,
 
material
 
);

			
scene
.
add
(
 
cube
 
);

			
camera
.
position
.
z
 
=
 
5
;

			
function
 
animate
()
 
{

				
requestAnimationFrame
(
 
animate
 
);

				
cube
.
rotation
.
x
 
+=
 
0.01
;

				
cube
.
rotation
.
y
 
+=
 
0.01
;

				
renderer
.
render
(
 
scene
,
 
camera
 
);

			
};

			
animate
();

		
</
script
>

	
</
body
>

</
html
>

```